# Hanno ucciso l'Uomo Ragno - La leggendaria storia degli 883
Hanno ucciso l'Uomo Ragno - La leggendaria storia degli 883 è una serie televisiva italiana del 2024, prodotta da Matteo Rovere e Sydney Sibilia, con protagonisti Elia Nuzzolo e Matteo Oscar Giuggioli. La serie racconta gli esordi del gruppo musicale 883 nella Pavia degli anni novanta.

## Trama
La storia racconta il primo incontro tra Max Pezzali e Mauro Repetto e di come hanno ottenuto il successo creando il gruppo degli 883.

## Episodi
| Stagione       | Episodi | Prima TV Italia |
| -------------- | ------- | --------------- |
| Prima stagione | 8       | 2024            |

## Personaggi e interpreti
- Max Pezzali, interpretato da Elia Nuzzolo
- Mauro Repetto, interpretato da Matteo Oscar Giuggioli
- Silvia "Atene" Panayiotopoulos, interpretata da Ludovica Barbarito[3]
- Cisco, interpretato da Davide Calgaro
- Sergio Pezzali, interpretato da Alberto Astorri
- Alba Scanavini Pezzali, interpretata da Roberta Rovelli
- Claudio Cecchetto, interpretato da Roberto Zibetti
- Lello, interpretato da Angelo Spagnoletti
- Pier Paolo Peroni, interpretato da Edoardo Ferrario
- Sandy Marton, interpretato da Luca Chikovani
- Fiorello, interpretato da Carlo Palmeri
- Jovanotti, interpretato da Leonardo Cappelli

## Produzione
Le riprese della prima stagione sono durate 20 settimane, e hanno coinvolto 10 città e 120 location, prima fra tutte Pavia, seguita da Milano e Roma. Nel capoluogo lombardo la discoteca Alcatraz è stata trasformata nel celebre Rolling Stone nel quale il duo si esibí nel loro primo concerto mentre nel Lazio il parco acquatico Hydromania ha ricreato l’Acquafan di Riccione.
Nell’ottobre del 2024 la serie viene confermata per una seconda stagione dal titolo Nord Sud Ovest Est - La leggendaria storia degli 883 con il primo teaser che viene diffuso il 5 dicembre dello stesso anno e con l’inizio delle riprese fissate per il luglio seguente. Le nuove riprese prendono il via il 12 luglio 2025 a Pavia.

## Distribuzione
La prima stagione è stata trasmessa su Sky Serie e in streaming su Now dall'11 ottobre al 1º novembre 2024.

## Accoglienza

### Ascolti
Ad una settimana dal debutto i primi due episodi avevano avuto un milione e trecentomila spettatori medi, miglior debutto per una serie Sky Original degli ultimi otto anni. Terzo e quarto episodio mantevano gli spettatori dei primi due.
Alla fine della programmazione i primi due episodi avevano raggiunto i due milioni di spettatori medi.

## Riconoscimenti
- Nastri d'argento - Grandi Serie
  - 2025 – Rivelazioni dell'anno a Elia Nuzzolo e Matteo Oscar Giuggioli[16]

- Italian Global Series Festival
  - 2025 – Miglior serie comedy[17]
  - 2025 – Miglior regia in una serie drama a Alice Filippi, Francesco Agostini, Sydney Sibilia
  - 2025 – Miglior sceneggiatura in una serie comedy a Chiara Laudani, Sydney Sibilia, Francesco Agostini, Giorgio Nerone
  - 2025 – Miglior attore protagonista in una serie comedy a Matteo Oscar Giuggioli